# POLU
POLU（ぽる）は、かつて存在した日本のロックバンド。2016年結成。所属芸能事務所はNPO法人アクア・チッタ。所属レーベルはAQUA CITTA RECORDS。

## 経歴
2016年9月、徳島市万代中央ふ頭のイメージソング「ミズイロ」を披露するバンドとして結成された。ボーカルはオーディションで合格した14歳（当時12歳）の丸山純奈。「ミズイロ」は、作詞を元チャットモンチーのドラマーであり作家の高橋久美子が担当。作曲は東京に活動拠点を置く徳島県出身のアーティスト、[.que] nao kakimoto が手がけた。
2016年11月、万代中央ふ頭で毎年秋に開催されるイベント「アクア・チッタフェスタ」メインコンテンツである、音楽花火（音楽と打ち上げ花火が同期して上がるもの）に合わせて『ミズイロ』が生演奏で披露され、実質それがデビューステージとなった。この模様はFM徳島にて現地より生中継された。
そして「アクア・チッタフェスタ2016」を終えたメンバーは、記録音源として『ミズイロ』のCD制作に着手するが、その際新たに3曲が書き下ろされることとなり、4曲入りの1stミニアルバム『mizuiro』の完成に至った。
（POLUのアーティスト写真や『ミズイロ』ミュージックビデオは、万代中央ふ頭で撮影された（動画撮影・編集・グラフィック等全て、NPO法人アクア・チッタ関係者で行っている）
同タイミングでバンド活動の継続を希望し、バンド名を「POLU（ぽる）」と命名したのは丸山純奈である（それまでは「ミズイロバンド（仮）」“みずいろばんどかっこかり”と呼ばれていた）。POLUとはハワイ語で青を意味する。万代中央ふ頭の水辺のイメージと、アクア・チッタのイメージカラーがその発端である。
2017年3月末日をもってベースの石川慶子が記録用CD制作という当初の目的を果たしたため脱退。新たなベーシストが見つかるまでのつなぎという条件で、岡部がサポートメンバーとして加入することとなった（条件に合致するベーシストに巡り合うことができず、最後まで岡部がベースを弾くこととなる）。
2017年5月14日に開催されたレコ発イベントをはじめ、その後も様々なイベントに出演。また全国の港まちをめぐるツアーを慣行し、その一環として福岡県北九州市の門司港で開催されるイベントにも出演する。
このイベントが、初めてのライブ遠征となった。修学旅行のような楽しい時間を過ごすこととなりメンバー同士が打ち解ける大きな機会となった（この頃から柳本はムードメーカー的な存在に、バンは段取りの良さと気遣い上手さでリーダー的存在となっていく）。
その模様は「ぽるさんがゆく！」としてYouTubeにて配信されていた。その後、「ぽるさんがゆく！」は、東京・天王洲アイル編、長崎編、京都編の計4作が制作された。京都編は、2日間の限定公開であった。
同時期、徳島県内ではTSUTAYA、平惣各店舗にてCD販売開始。iTunesでは音楽配信を開始した（Amazonでのネット販売では設定の不具合により在庫不足の状態が続き、高額でのCD転売が発生した）。
ちょうどこの頃、目標としていたMONSTER baSH出演をかけたオーディションに出場するが、僅差で落選。これをきっかけに、メンバー同士の絆がより深まり「みんなで楽しく日本一！」という共通の合言葉が生まれた。
2017年9月18日放送の「MUSIC STATION ウルトラFES2017」出演をかけたテレビ朝日主催オーディション「Mステへの階段」にエントリーし、約2,000組の出演者より出演が決定した。
純奈の発案でエントリー（同級生に「出られるものなら出てみろ」的にたきつけられた）。約2,200組の中から視聴者投票と番組審査員によりPOLUの出演が決定。披露したのは『Sing』。『mizuiro』に収録されている音源をバンドバージョンに変更、純奈のアカペラで強い印象を与えられるよう、バンを中心にアレンジを加えた（この音源は2ndミニアルバムに145ver．として収録されている）。テレビ放送時に純奈が着用した衣装は、POLUのイメージカラーの生地を使い、純奈の祖母とその友人数名が手作りしてくれたもの。たくさんの人の想いが詰まった衣装である。番組出演後より、地元メディアだけでなく県外からもライブ出演のオファーが急増。このころより純奈は活動の主軸をソロからPOLUにシフトする。
同年10月には、以前よりNPO法人アクア・チッタとつながりのあった、天王洲アイルにて『ミズイロ』の東京編ミュージックビデオを撮影し、ミニライブ開催を行った。「ぽるさんが行く！」でその模様を公開している（その後、イベントで2度その地を訪れることとなり、メンバーは天王洲アイルを「第二の故郷」と呼ぶ）。
11月「アクア・チッタフェスタ2017」でも音楽花火でステージに出演。2年連続での音楽花火出演はPOLUが歴代初となった。披露した楽曲は『ミズイロ』と『Sing』の2曲。入場者数は前年度を上回る1万3千人となった。この度の花火は、NPO法人アクア・チッタメンバーの呼びかけでクラウドファンディングを募った結果、無事花火の打ち上げに成功。バンが所属するバンド「bandneon」（現在活動休止中）のステージ出演中、スタンドに立ててあった愛用ギターが強風にあおられ、ネックが折れてしまった。音楽花火は急遽別のギターを使用し演奏した。
その年翌月12月3日に放送されたテレビ朝日系「音楽チャンプ・第１回中高生制服チャンプ」に純奈が出場。クリス・ハート氏の「I LOVE YOU」を感情豊かに歌い上げ優勝。見事チャンプの座に輝く。その後凄まじい集客力のあるバンドへと急成長を遂げるPOLU。ライブのオファーも激増することとなった。3月には九州での学園祭ライブに初出演。暖かい歓迎を受ける。その時の模様は長崎・出島訪問とともに「ぽるさんがゆく！」に収録されている。また同時期、純奈は朝日テレビ系「音楽チャンプ　丸山純奈デビューへの道」にて、杉山勝彦氏作詞・作曲の『ドラマ』で配信ソロデビューを果たす。
2018年5月5日、2ndミニアルバム『145（イチヨンゴ）』をリリース。「MUSIC STATION ウルトラFES2017」にて披露された楽曲『Sing』のバンドバージョン他、全4曲入り。145は当時の純奈の身長を表す（解散まで身長の変化はさほどなかった）。
このCDを携え初のワンマンライブ「ヒヨコノタマゴ」を東京・渋谷の老舗ライブハウスeggmanにて開催。発売開始わずか2時間でチケットは完売となる（このライブ中に純奈自作のオリジナルキャラクターの名前が「ちょび丸」と決定した。メンバーはこのキャラクターをかわいいと思っているのかどうか不明。柳本は父親から譲り受け、大切にしているドラムセットSONORを徳島から現地に持参した）。翌月6月には、大阪を代表するライブハウス・バナナホールにて「ヒヨコノタマゴ～大阪編」を開催。東京ワンマンで得た課題を大阪では見事クリアし成長の過程が垣間見えるライブとなった。POLUファン名称を募集し「あおぐみ」と決めたのもこの時である（ほぼ純奈の独断で決定した）。
2018年８月POLUの大きな目標のひとつであったMONSTER baSHへの出演が決定。前年はオーディションで落選していただけに、メンバー・スタッフとも歓喜に沸いた。初めての中四国最大級野外ロックフェスで、茶堂ステージに出演。観客みな一緒に手を振りながらのミズイロは感動的であった。アットホームな雰囲気の中でライブを終え、バンと熊五郎は好きなアーティストのライブ三昧、啓太は出演者バックヤードでふるまわれる讃岐うどんをはじめ香川の選りすぐりのおいしい食べ物とビールを堪能。純奈は大好きな、あいみょんはじめアーティストと一緒に写真撮影を楽しんだ。
2018年9月14日NHK四国の番組企画でアンジェラ・アキ氏書下ろしの「ふるさとの色」を公開録画で、ドクターキャピタル氏と純奈が初披露する。
夏の疲労と活動の繁忙が重なり、2018年10月純奈が緊急入院。活動再開後はPOLUとしてのライブ活動を抑え、純奈はソロ活動を中心に展開することとなる。週一回のスタジオ練習を続ける中、新しい楽曲制作に力を注いだ。
「アクア・チッタフェスタ2018」音楽花火では『夢見る虹色』を披露。以降、音源制作に本格的に取り組むため、作詞やスタジオ練習は継続するものの、POLUとしてのライブ活動は一旦休止。純奈はソロで活動を続けることとなった。同時期に純奈の芸能プロダクション所属が決定。メンバーによる話し合いが繰り返された結果、それぞれが各々新しい道を進むこととなる。バンは楽曲制作に取り組みながら他のアーティストとのコラボ、また楽曲提供など幅広い活動を予定。柳本はスタジオミュージシャンとしての新たな挑戦へ。純奈は東京に拠点を移しシンガーソングライターとしての第一歩を踏み出すこととなった。熊五郎は主軸であったバンド「THE NINJA」の活動に皆より一足先に専念することとなり、3rdアルバムの制作には携わっていない。
各々の選んだ道で高みを目指すことを決めた彼らのため、プロジェクトの始まり『ミズイロ』制作に関わった高橋久美子氏、[.que] nao kakimoto氏の2人が再び関わり手掛けた『新色』はじめ、メンバーの新たな決意やそれぞれの想いが描かれた全6曲、3rdミニアルバム『NEXT』を2019年3月20日リリース（熊五郎不在のため、柳本の親友である逢坂周作がGr.サポートメンバーとして参加）。『新色』のミュージックビデオは、万代中央ふ頭で再び撮影、『ミズイロ』をフラッシュバックしつつ新たな決意を胸にスタートを切る純奈の姿が力強く、また思い出の映像も随所にちりばめ感慨深い作品とした。2019年3月16日、第二の故郷・天王洲アイルのライブハウスKIWAにて最後のワンマンライブ『NEXT』を開催。
2019年3月24日、万代中央ふ頭でのラストライブをもって解散。同日、メンバーからファンへ感謝の気持ちを込め『POLUの大感謝祭～POLUフェス～』と題しPOLU主催の音楽イベントを開催するに至った。約300人の観客で賑わったPOLUフェスの終焉では、花火を打ち上げるというサプライズ演出もあった。
2019年8月末日をもって楽曲全作品の販売、配信を終了。オフィシャルホームページ、Twitter、Facebookを閉鎖。YouTubeチャンネルでは、閉鎖前日に秘蔵映像を限定で公開するというサプライズを行った。

## メンバー
- 丸山純奈（まるやますみな、2003年11月14日）

ボーカル担当。徳島県徳島市出身。愛称は「すーちゃん」。好きな食べ物はバナナとキュウリ。
2017年5月5日放送『関ジャニ∞のTheモーツァルト 音楽王No.1決定戦』出演。
同年12月3日放送『音楽チャンプ』出演。第1回 中高生制服チャンプ優勝をきっかけに、後日番組内で生まれたオリジナル曲『ドラマ』が無料配信される。
2019年1月よりトライストーン・エンタテイメント所属。
- バン（ばん、1985年10月18日）

ギター担当。多くの楽曲の作詞作曲も担当。作詞作曲のクレジットは坂東良太。徳島県吉野川市出身。他の所属バンドはbandneon。
2019年11月30日よりtiny little charmでの活動を開始。
- 蜂蜜金柑熊五郎（はちみつきんかんくまごろう、1990年8月19日）

ギター担当。徳島県徳島市出身。他の所属バンドはTHE NINJA。
- 柳本啓太（やなもとけいた、1992年5月25日）

ドラム担当。徳島県徳島市出身。他の所属バンドはSOULMANS。3rdミニアルバム『NEXT』では収録曲『19才のブルース』と『Breakin' Dawn』のベースも担当する。 自身のYouTubeチャンネルでは、ドラマー青山純が演奏した様々なアーティストの楽曲をカバー演奏している。

### レコーディングメンバー
- 石川慶子（いしかわけいこ、1992年11月25日）

ベース担当。徳島県徳島市出身。他の所属バンドはfuzzy apple store。1stミニアルバム『mizuiro』に参加。
- 岡部斗夢（おかべとむ、1973年8月30日）

ベース担当。徳島県徳島市出身。2ndミニアルバム『145』と3rdミニアルバム『NEXT』に参加。POLUの創立者。
- 逢坂周作（おおさかしゅうさく）

ギター担当。3rdミニアルバム『NEXT』に参加。

## ディスコグラフィ

### ミニアルバム
|     | 発売日        | タイトル | 規格 | 規格品番 | オリコン |
| --- | ------------- | -------- | ---- | -------- | -------- |
| 1st | 2017年5月14日 | mizuiro  | CD   | ACR-0002 |          |
| 2nd | 2018年5月5日  | 145      | CD   | ACR-0003 |          |
| 3rd | 2019年3月20日 | NEXT     | CD   | ACR-0005 |          |

### シングルCD
|     | タイトル | 規格 | 規格品番 | 備考                                                                             |
| --- | -------- | ---- | -------- | -------------------------------------------------------------------------------- |
| 1st | ミズイロ | CD   | ACR-0001 | 徳島県「文化の力によるまちづくり支援事業」として無料配布された。現在は配布終了。 |

## 出演

### テレビ
- ケーブルテレビ徳島 RIDE音MUSIC 2ndRIDE(2017年8月)
- テレビ朝日　MUSIC STATION ウルトラFES 2017(2017年9月)